# Echemus erutus
Echemus erutus är en spindelart som beskrevs av Tucker 1923. Echemus erutus ingår i släktet Echemus och familjen plattbuksspindlar. Inga underarter finns listade i Catalogue of Life.